# ريموند وراي
ريموند وراي (بالإنجليزية: Raymond and Ray)‏ هو فيلم درامي كوميدي امريكي لعام 2022، من تأليف وإخراج رودريغو غارسيا، ومن بطولة إيوان مكريغور وإيثان هوك، عُرض عالمياً لأول مرة في مهرجان تورونتو السينمائي الدولي في 12 سبتمبر 2022، وأصدر في دور العرض المحدودة في 14 أكتوبر 2022، وسيعرض على أبل تي في + في 21 أكتوبر.

## طاقم التمثيل
- إيوان مكريغور في دور ريموند
- إيثان هوك في دور راي
- ماريبل بيردو في دور لوسيا
- صوفي أوكونيدو بدور كيرا
- مكسيم سوينتون في دور سيمون
- فوندي كورتيس هول
- كريس سيلكوكس في دور ليون
- كريس جرابر في دور فنسنت
- أوسكار نونيز

## روابط خارجية
- ريموند وراي على موقع IMDb (الإنجليزية)
- ريموند وراي على موقع روتن توميتوز (الإنجليزية)
- ريموند وراي على موقع ألو سيني (الفرنسية)
- ريموند وراي على موقع قاعدة بيانات الفيلم (الإنجليزية)
- ريموند وراي على موقع ليتربوكسد (الإنجليزية)